# ميرا توبيك
ميرا توبيك ( 2 يونيو 1983 مواليد 2 يونيو 1983 ) هي لاعبة كرة طائرة كرواتية، تلعب في المنتخب الوطني الكرواتي للسيدات للكرة الطائرة . شاركت في بطولة أوروبا للسيدات للكرة الطائرة 2015 . تلعب مع إمبل بريسلافيا . 

## روابط خارجية
- ميرا توبيك على موقع الاتحاد الأوروبي (الإنجليزية)
- ميرا توبيك على موقع دوري الدرجة الأولى الإيطالي للكرة الطائرة - سيدات (الإيطالية)